# Jakomini

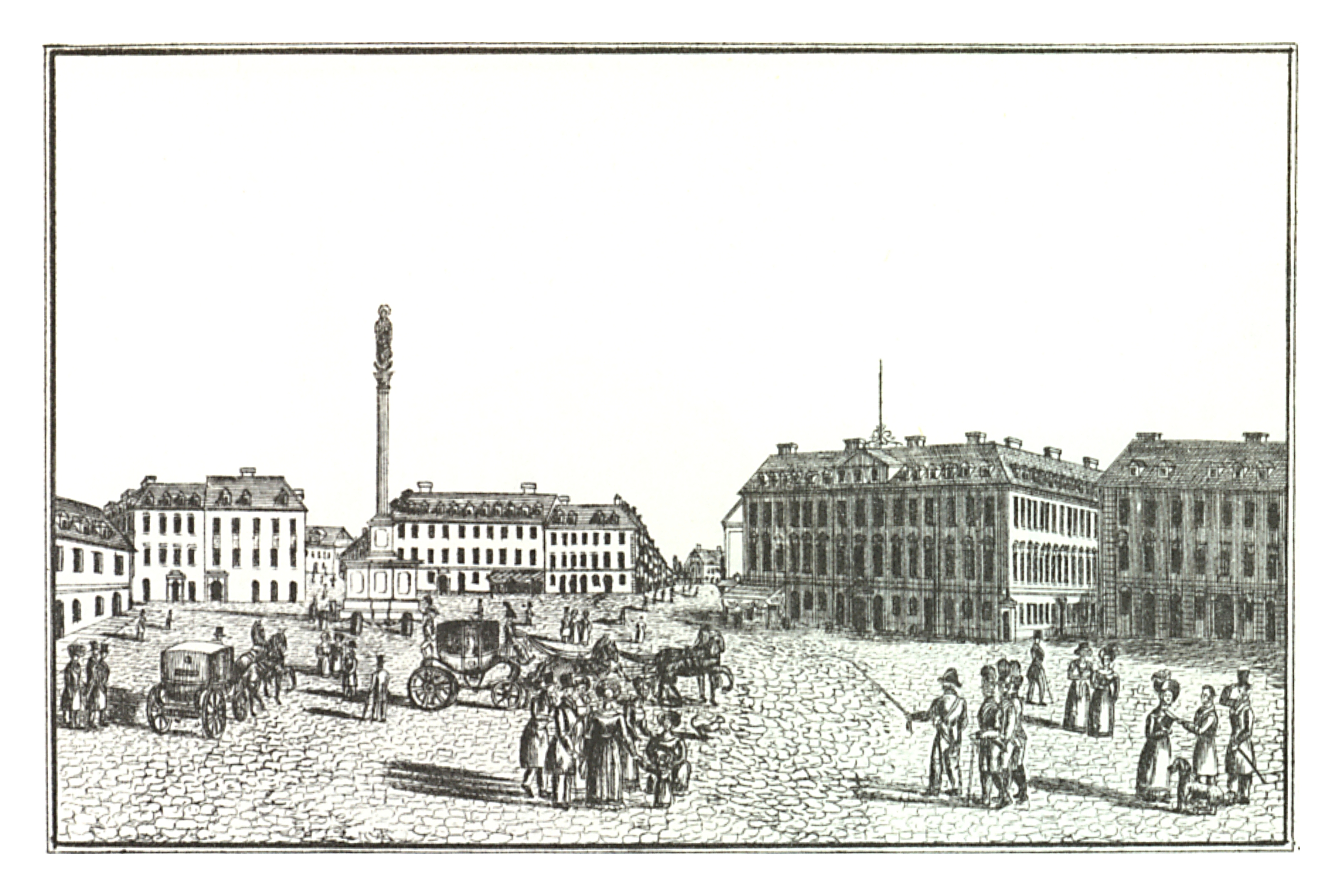
Jacominiplatz um 1830, Lith. Anstalt J.F. Kaiser, Graz

Jakomini ist der 6. Stadtbezirk der steirischen Landeshauptstadt Graz. Sein Name geht zurück auf Kaspar Andreas Ritter von Jacomini.

## Geschichte
Kaspar Andreas Ritter von Jacomini nutzte die einmalige Gelegenheit und kaufte 1784 den größten Teil der Grundstücke südlich des Eisernen Tores auf, also dort gelegen, wo sich heute der Gemeindebezirk „Jakomini“ ausbreitet. Eine kaiserliche Entschließung hatte 1782 die Auflassung der Stadtbefestigung und den Verkauf der Festungsgründe ausgelöst.
Die von ihm erworbenen Gründe verkaufte er an verschiedene Grazer Bürger weiter, wobei er die Auflage erteilte, diese zu bebauen. So entstand in den Jahren bis 1820 die „Jakominivorstadt“. Einige der damals errichteten kleinbürgerlichen Bauten und engen Straßenzüge sind noch heute erhalten.
Mit 1. Dezember 1900 wurde vom II. Stadtbezirk Jakomini der II. Stadtbezirk Leonhard abgetrennt und Jakomini als VI. Stadtbezirk neu geschaffen. Aus selbem Anlass wurden vom bisherigen zweiten Stadtbezirk verschiedene Straßen und Platzteile an den I. Stadtbezirk abgetreten.
Der historische Kastellhof wurde 2010 abgerissen.
Anfang der 2020er wurde mit Ausnahme des Stabsgebäudes die Kirchnerkaserne abgebrochen, auf dem Gelände entsteht eine Wohnsiedlung.

## Kultur und Sehenswürdigkeiten
- Das Tupay-Schlössl bzw. das Schloss Schönau in der Kasernstraße ist ein vom Architekten Moritz Wappler entworfener bürgerlicher Villenbau.

- Die Josefskirche liegt am Schönaugürtel und ist mit der Straßenbahn der Linie 5 erreichbar. Der Bau der Kirche, die im Stil des Historismus errichtet wurde, war sehr umstritten und zugleich eine Kampfansage gegen die Los-von-Rom-Bewegung. Die sogenannte Jubiläumskirche erinnert an das 60-jährige Priesterjubiläum von Papst Leo XIII., an das 50-jährige Jubiläum der Regentschaft Kaiser Franz Joseph I. und an das 300-jährige Jubiläum der Wiederherstellung der katholischen Religion in der Steiermark.

- Der moderne Bau der Münzgrabenkirche liegt in der Münzgrabenstraße. Die Vorgängerkirche der Münzgrabenkirche, die Kirche St. Anna, welche im Zweiten Weltkrieg zerstört wurde, war sechs Jahre lang die Wirkungsstätte des Predigers und Schriftstellers Abraham a Sancta Clara. An den alten Kirchenbau  erinnert die kleine Annakapelle.

- Das Veranstaltungszentrum Seifenfabrik befindet sich auf dem Gelände der ehemaligen Grazer Seifenfabrik am linken Murufer. Die Anlage wurde 1872 erbaut, Anfang des 20. Jahrhunderts umgestaltet, 2003 revitalisiert und als Veranstaltungszentrum adaptiert. Die Seifenfabrik ist über die Fröhlichgasse erreichbar.

- Grazer Frühjahrs- und Herbstmesse am Messegelände Graz

## Schulen, Universitäten
- Handelsakademie Grazbachgasse (1847)
- BRG Petersgasse
- Wirtschaftskundliches Bundesrealgymnasium Graz
- Landesberufsschule Graz
- Bundeshandelsakademie u. Bundeshandelsschule Graz Monsbergergasse
- Technische Universität Graz – Standorte: Neue Technik mit Gebäuden an der Stremayrgasse & Inffeldgründe
- Bundesgymnasium und Bundesrealgymnasium Pestalozzi

## Sonstiges
- Jakomini ist der Heimatbezirk des SK Sturm Graz.
- Das Landesgericht für Strafsachen und die Justizanstalt Graz-Jakomini liegen hier.

## Bildergalerie

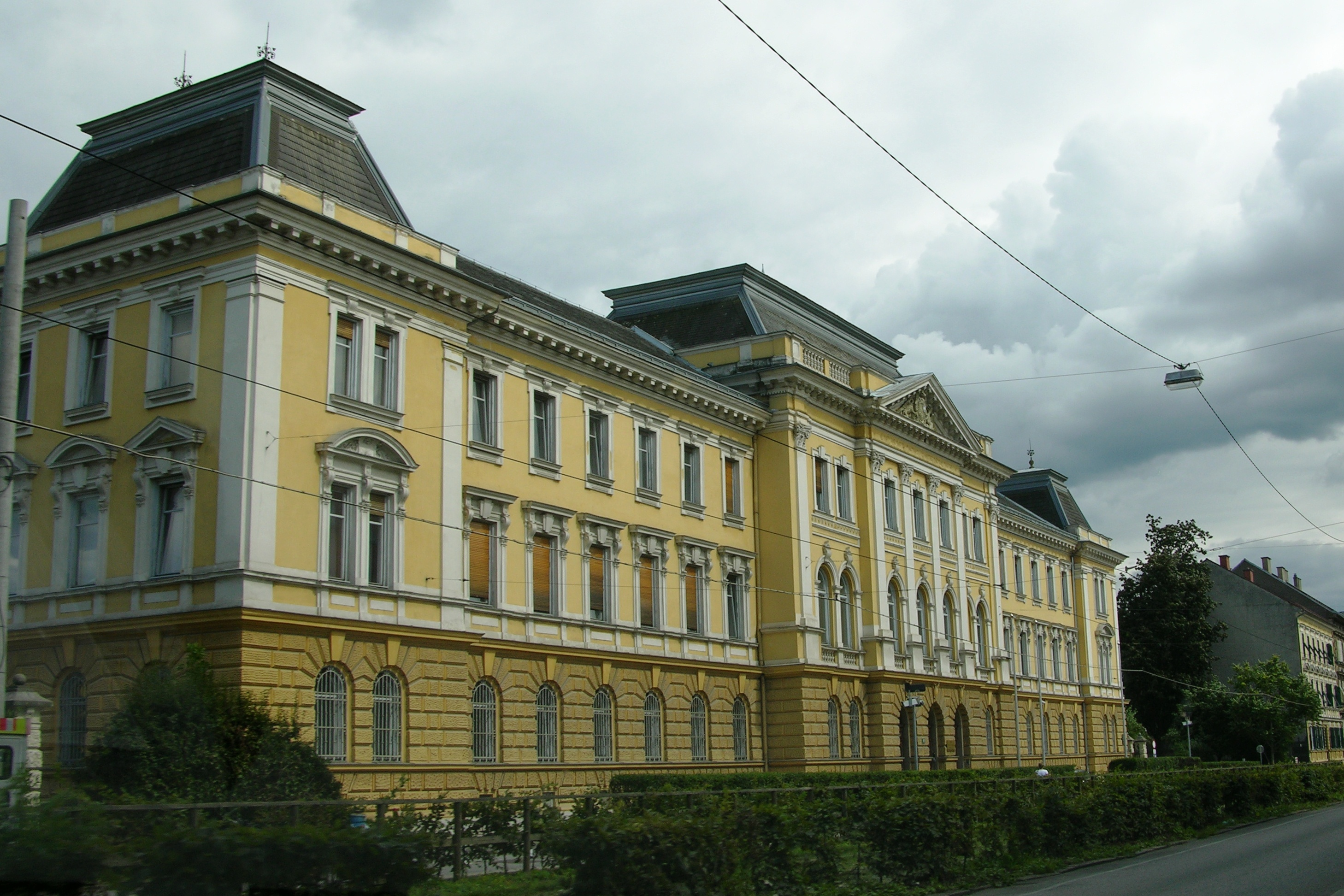
Landesgericht Graz (2008)
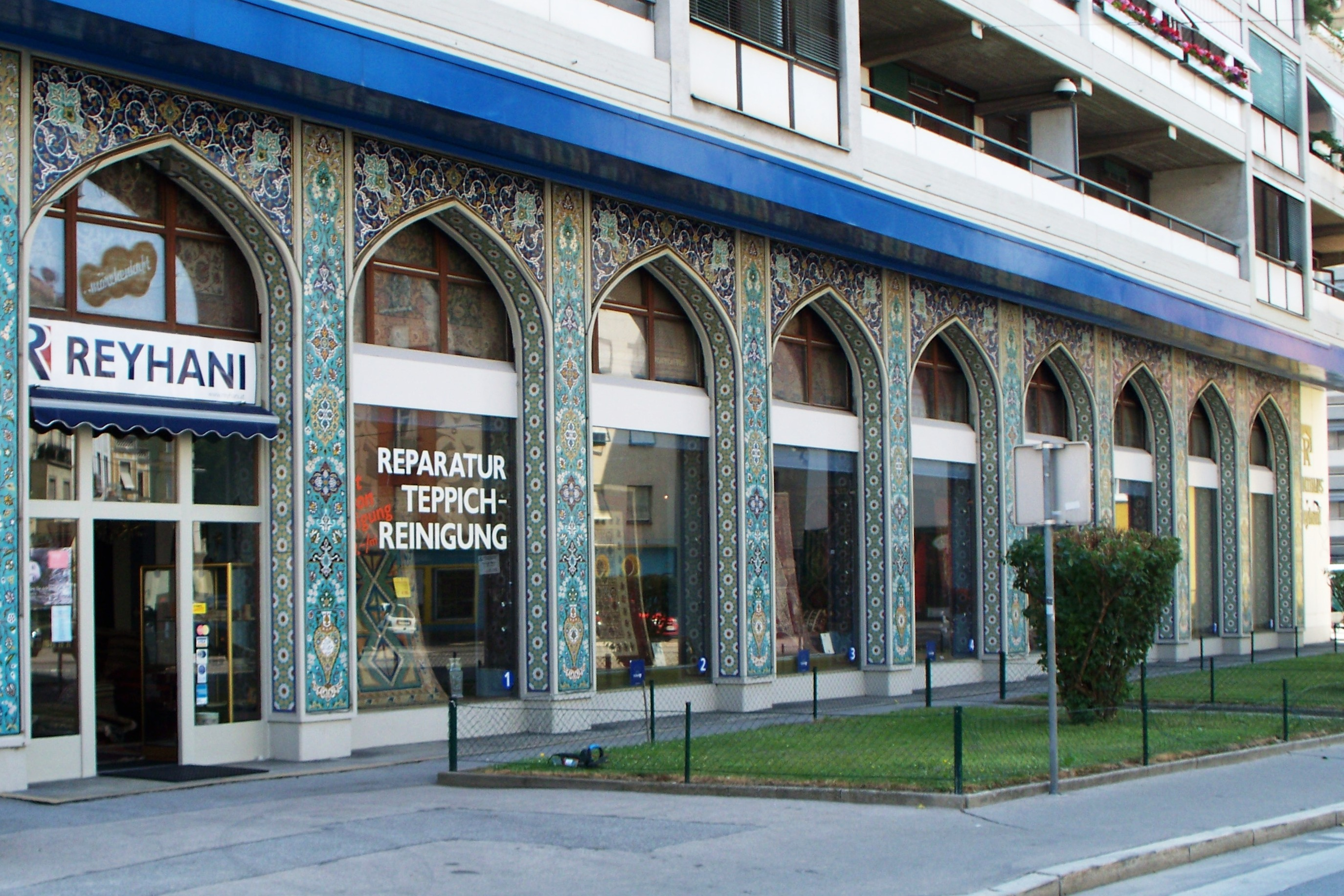
Mosaikfassade eines Teppichhauses (2010)
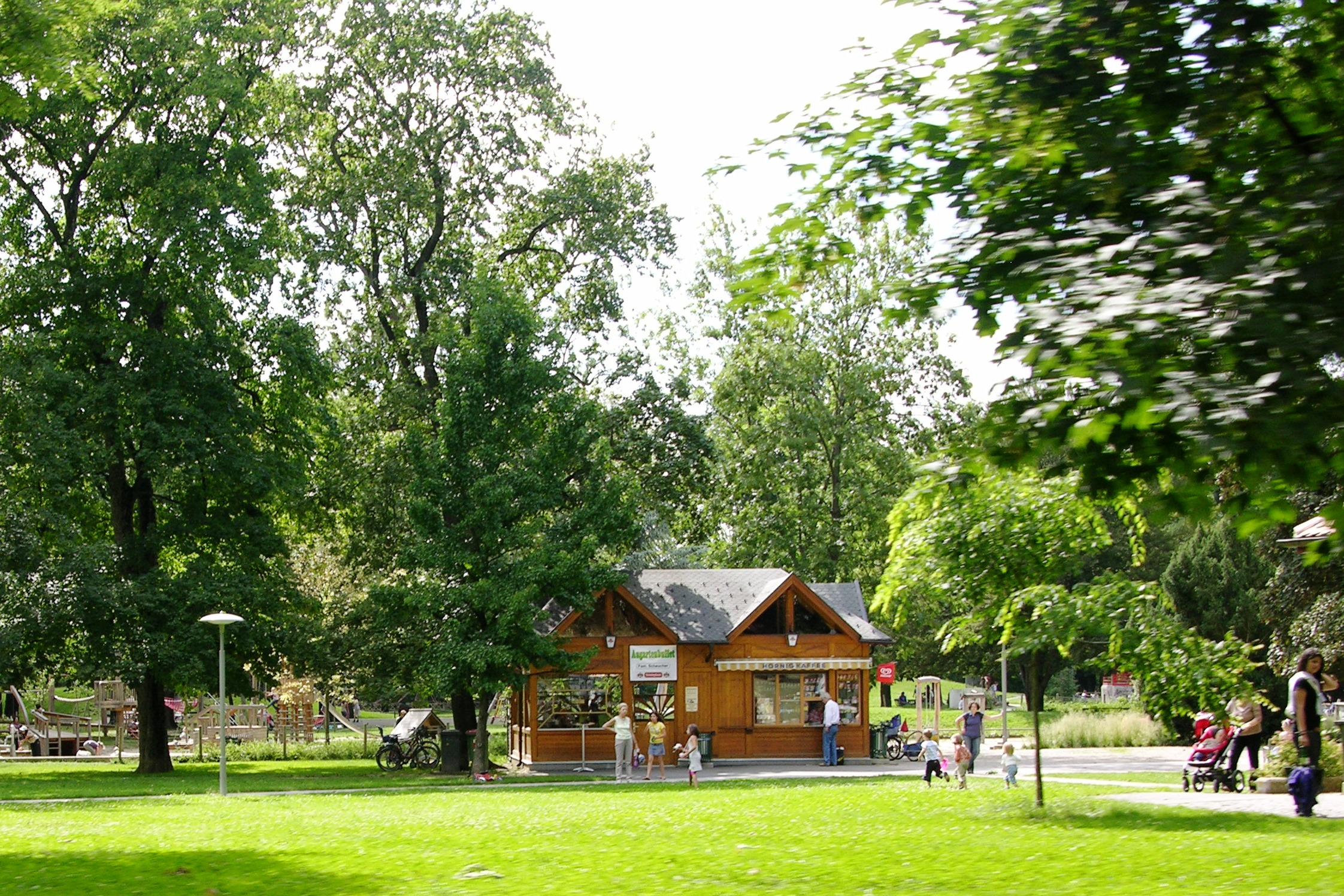
Blick in den Augarten (2008)
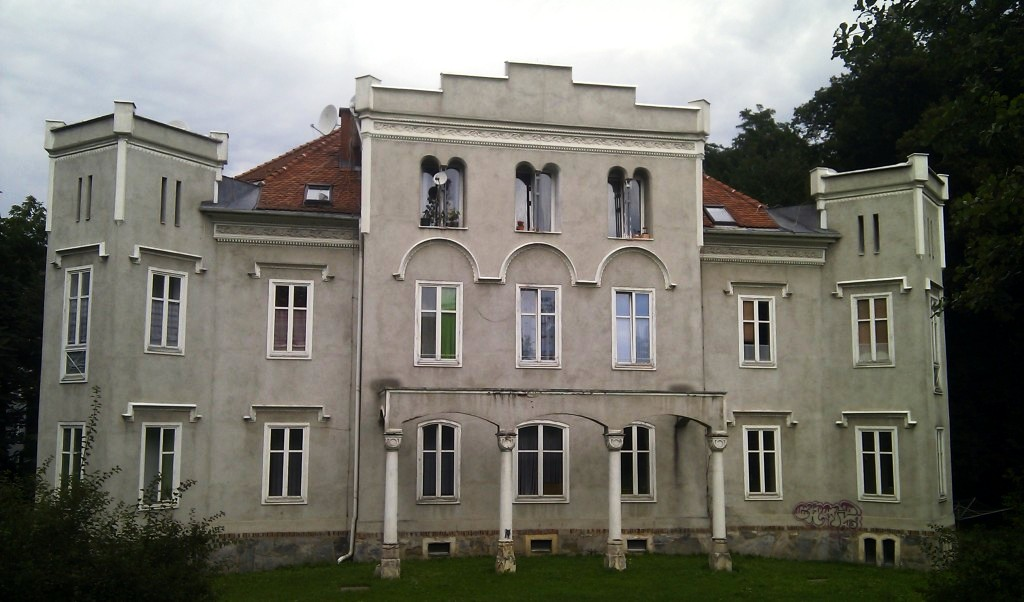
Das Schloss Schönau in der Kasernstraße
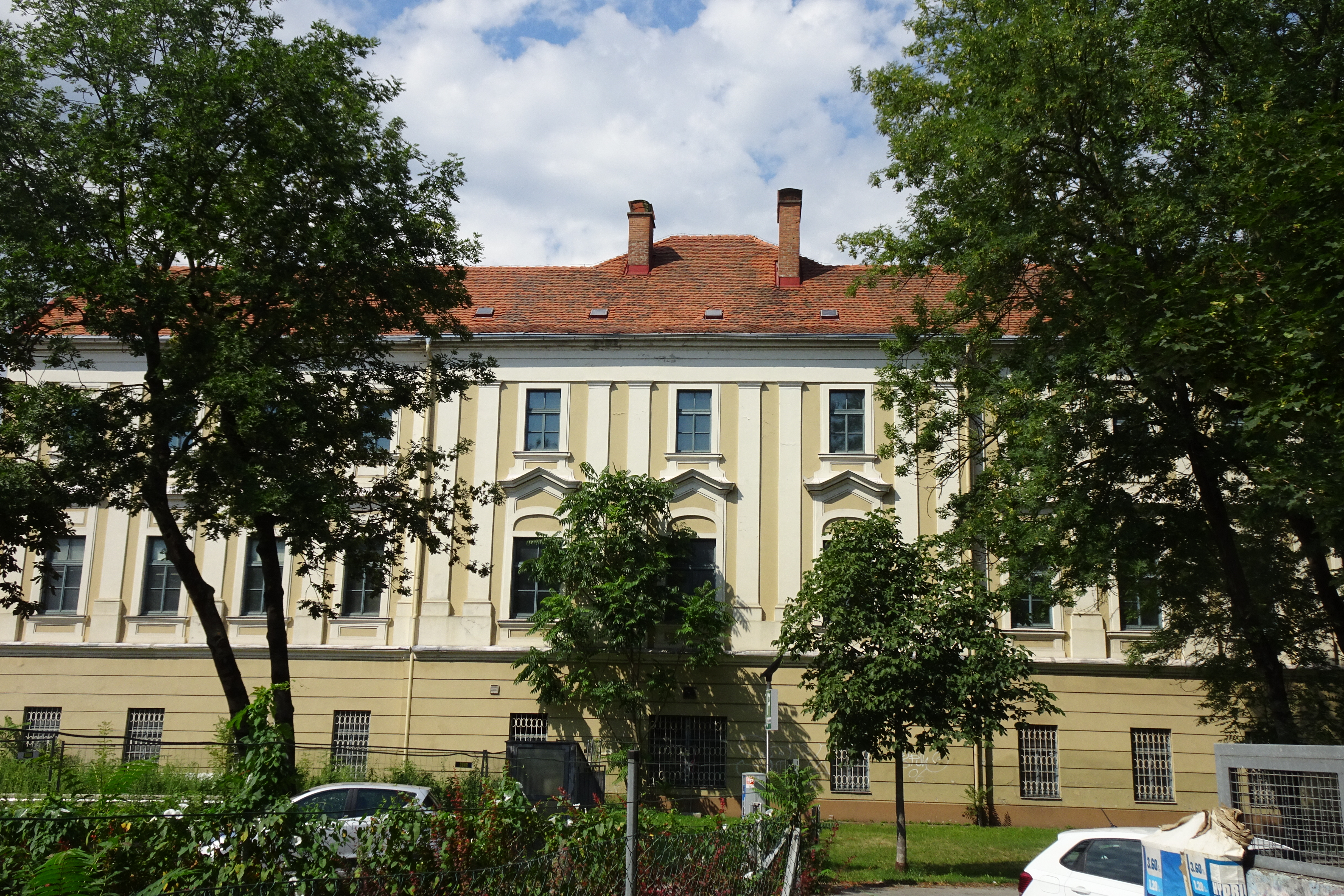
Das ehemalige Stabsgebäude der Kirchnerkaserne
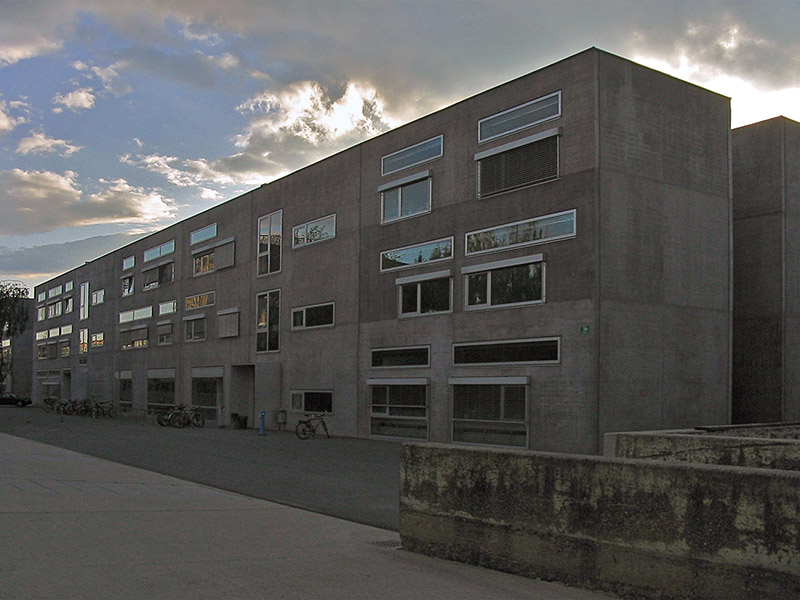
Gebäude der TU Graz in der Inffeldgasse
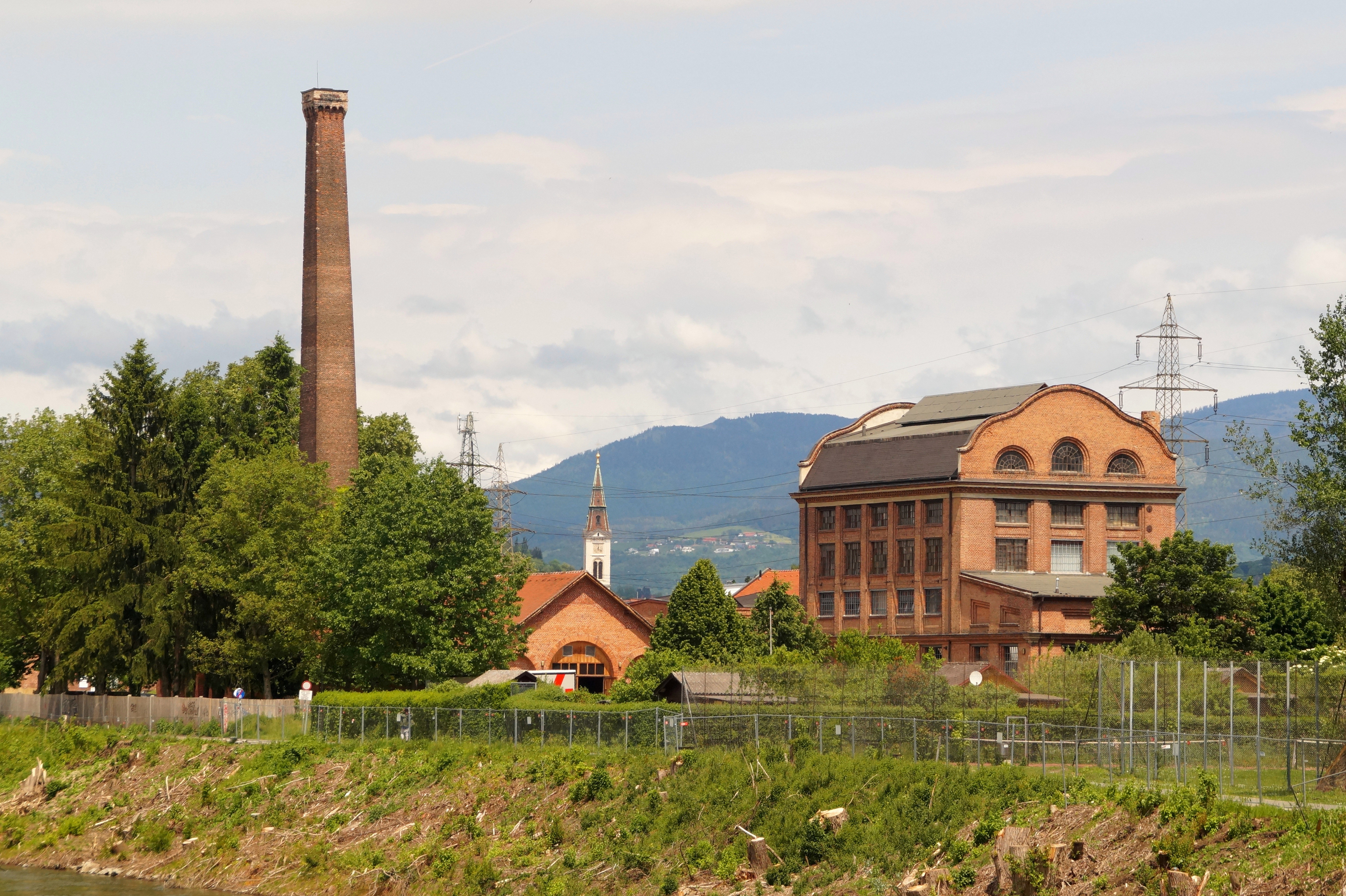
Veranstaltungszentrum Seifenfabrik
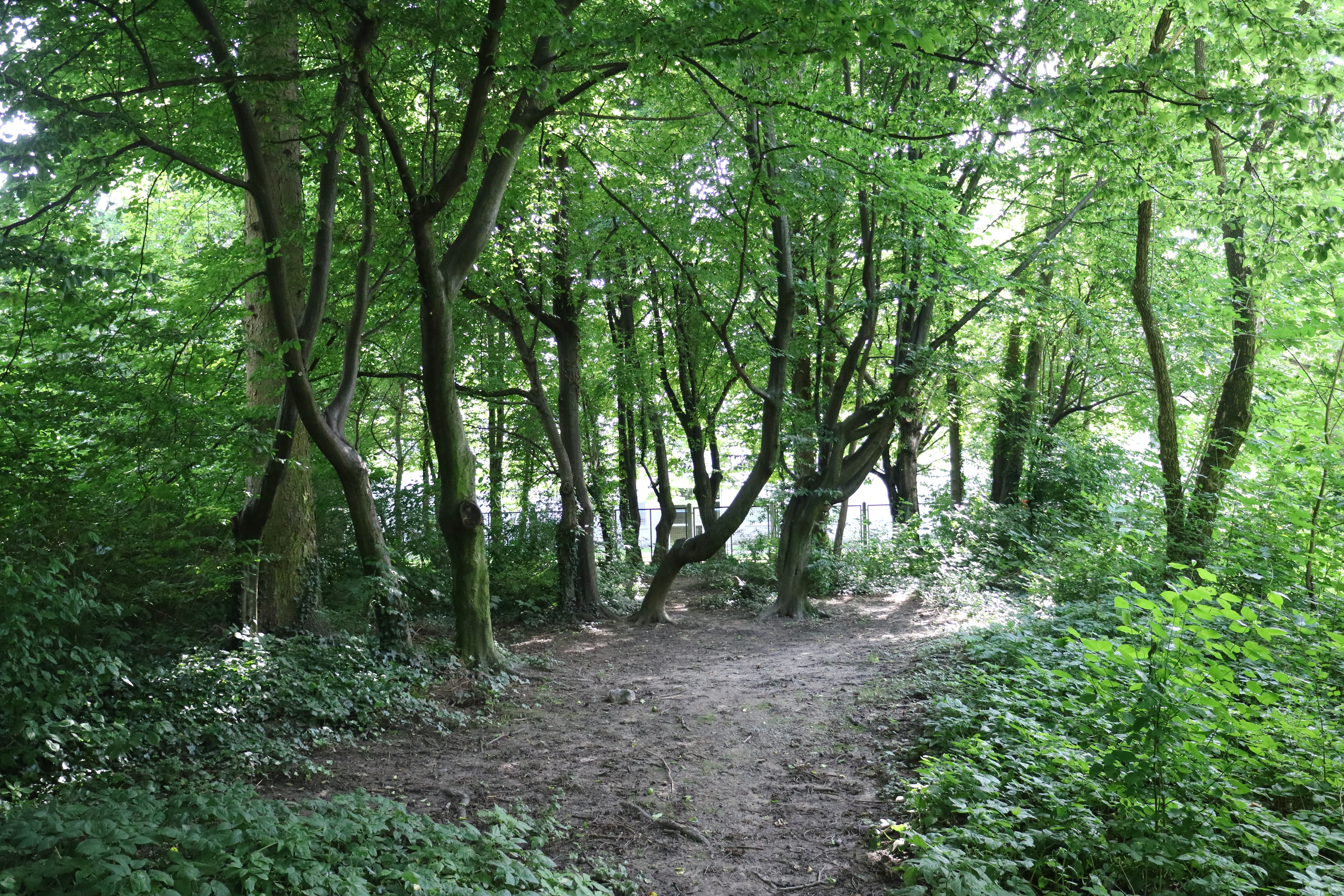
Ökopark Fekonja

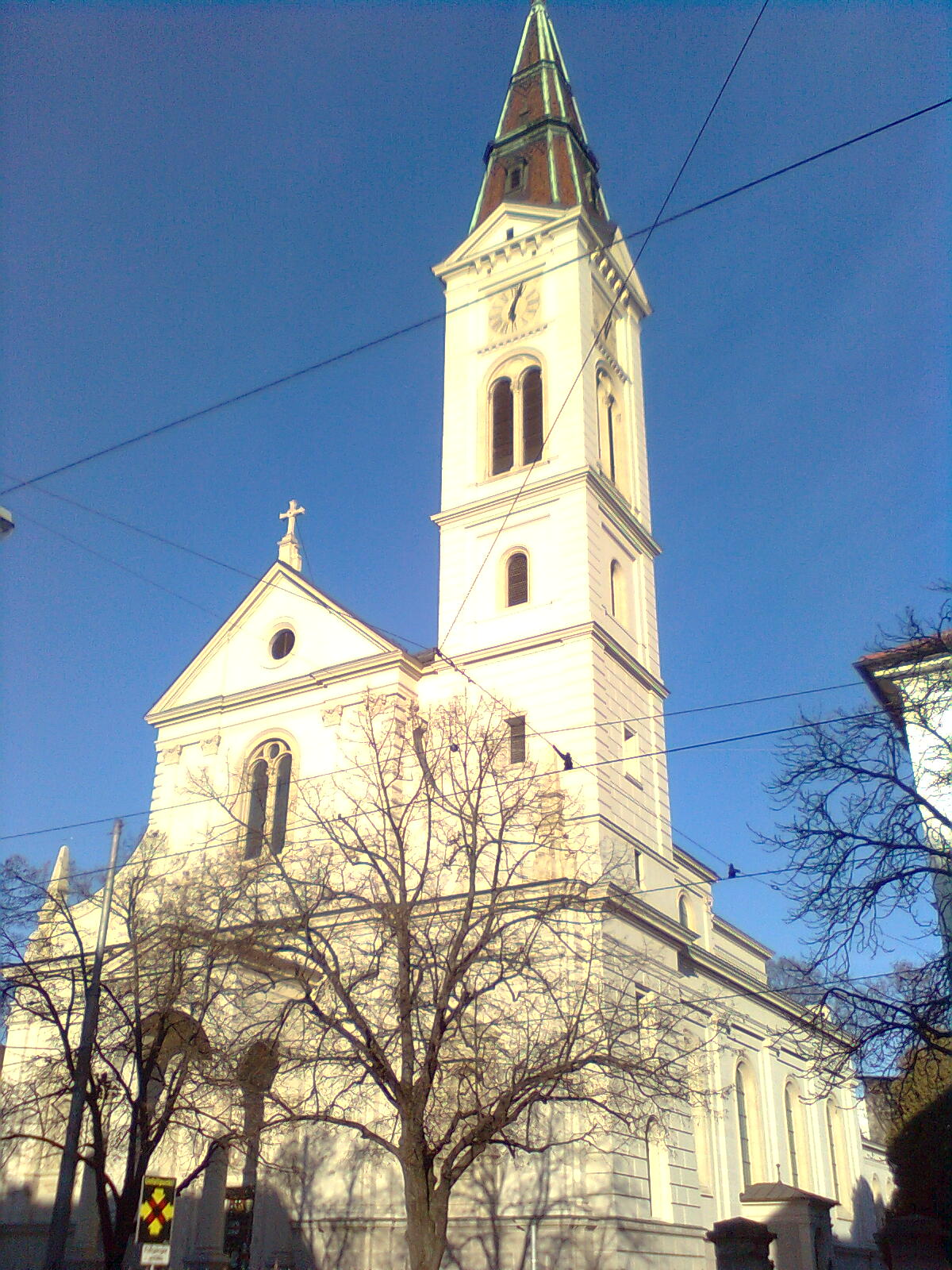
Grazer Josefkirche
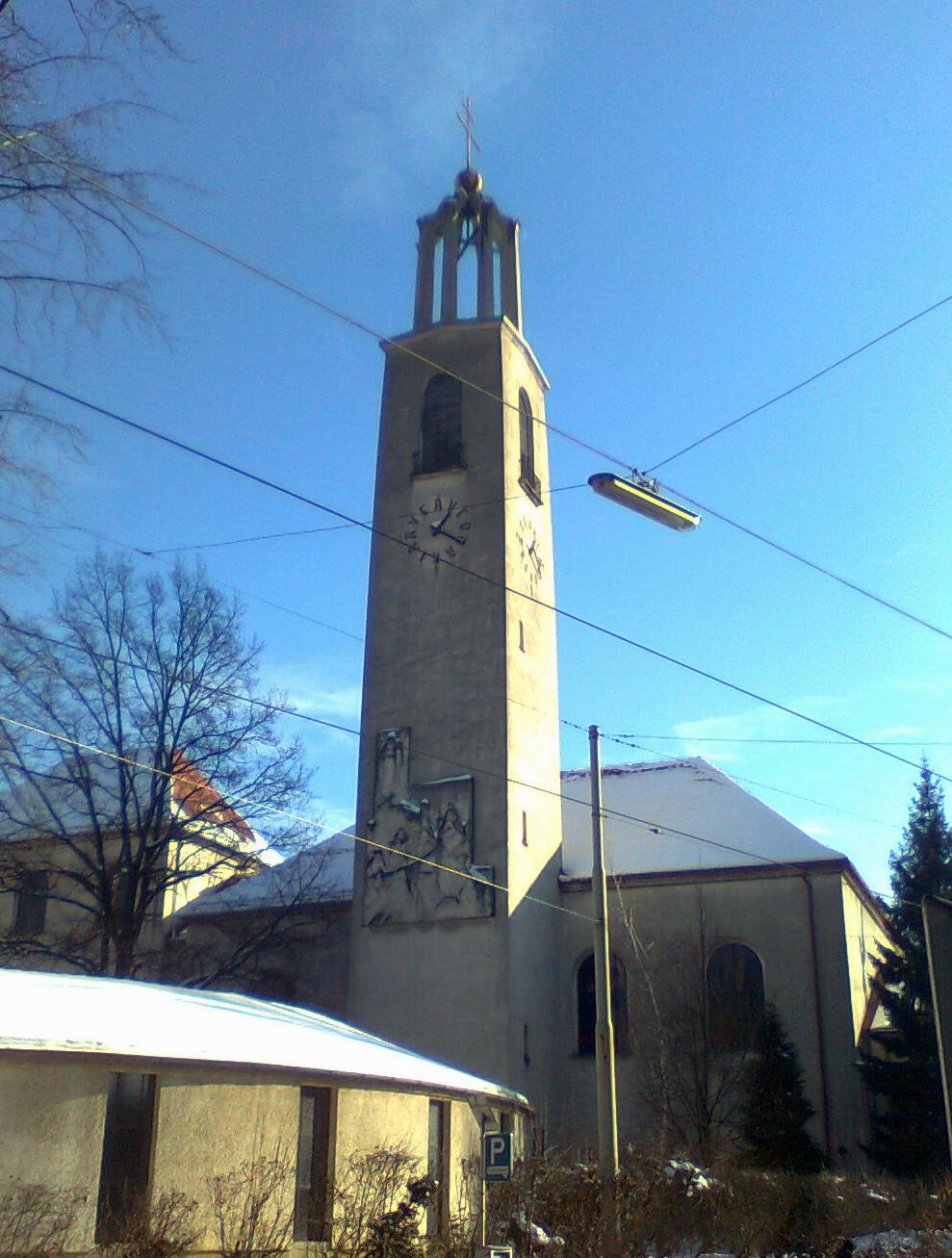
Münzgrabenkirche
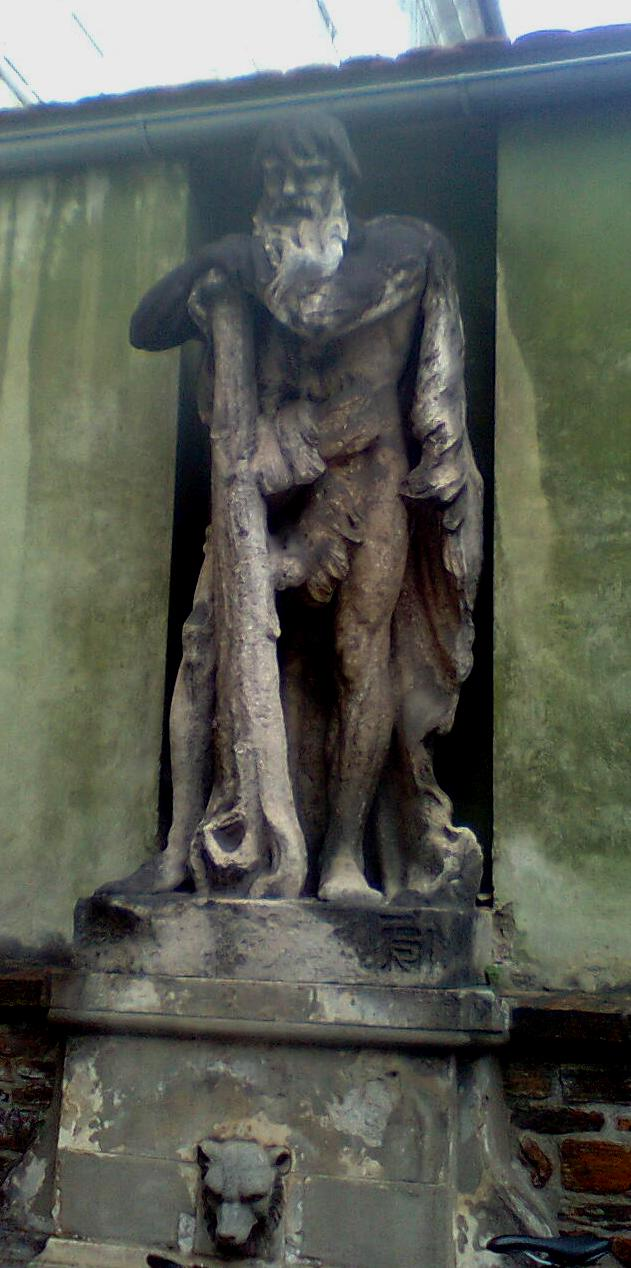
Statue des Wilden Mannes im Hof des ehemaligen gleichnamigen Gasthauses